# دیوید اف. فریدمن
دیوید اف. فریدمن (انگلیسی: David F. Friedman؛ ۲۴ دسامبر ۱۹۲۳ – ۱۴ فوریهٔ ۲۰۱۱) یک کارگردان، و تهیه‌کننده اهل ایالات متحده آمریکا بود. وی بین سال‌های ۱۹۵۴ تا ۲۰۱۰ میلادی فعالیت می‌کرد.